# Parafia św. Andrzeja Boboli w Gębicach
Parafia św. Andrzeja Boboli w Gębicach – parafia rzymskokatolicka z siedzibą w Gębicach, znajdująca się w archidiecezji poznańskiej, w dekanacie czarnkowskim.